# 大武口区
大武口區是中華人民共和國寧夏回族自治區石嘴山市轄下的一個市辖区。面積共1007平方公里，區政府駐人民路街道。
2002年10月，国务院批复撤销石炭井区，将原石炭井区行政区划归大武口区。

## 簡介
石嘴山市大武口區為著名的工業區，近年積極招商。該區主打項目非常多元，其中以輕污染或無污染的輕重工業為主。另外，該區的邮政编码為753000。

## 人口
截至2020年11月1日零時，大武口區常住人口為298292人。全區户籍人口總户數99378户，總人口260286人。總人口中，按性別分，男性128899人，女性131387人；其中，城鎮人口258306人，鄉村人口1980人。以回族為主的少數民族人口29043人，佔總人口11.16%，其中回族人口23750人，佔總人口9.13%。

## 行政区划
大武口区下辖10个街道办事处、1个镇：
长胜街道、朝阳街道、人民路街道、长城街道、青山街道、石炭井街道、白芨沟街道、沟口街道、长兴街道、锦林街道和星海镇。

## 历史
2002年10月19日，国务院（国函〔2002〕96号）批复同意调整石嘴山市部分行政区划：（1）撤销石嘴山市石炭井区，划归大武口区管辖。（2）将平罗县的隆湖吊庄乡及崇岗乡的长胜、九泉、潮湖3个村划归大武口区管辖。
2004年6月，撤销大武口乡。2008年1月设立星海街道，2009年10月更名为锦林街道。2009年2月，设立星海镇（前身为1983年设立的隆德县移民吊庄，1992年成立宁夏隆湖扶贫经济开发区）。
2010年第六次人口普查，大武口区常住总人口286669人。